# خوان مارتن أرانغورين
خوان مارتن أرانغورين (بالإنجليزية: Juan-Martín Aranguren)‏ مواليد 10 يوليو 1983 في بوينس آيرس، الأرجنتين، هو لاعب كرة مضرب أرجنتيني يلعب باليد اليمنى بدأ مسيرته كمحترف عام 2003 ويحتل حالياً المرتبة رقم. 231 (10 مايو 2010) في تصنيف رابطة محترفي كرة المضرب.

## روابط خارجية
- خوان مارتن أرانغورين على موقع رابطة محترفي التنس (الإنجليزية)
- خوان مارتن أرانغورين على موقع الاتحاد الدولي لكرة المضرب (الإنجليزية)
- خوان مارتن أرانغورين على موقع خلاصة التنس.كوم (الإنجليزية)